# Цику, Николае
Никола́е Ци́ку (рум. Nicolae Ţicu; 4 июня 1953) — румынский гребец-байдарочник, выступал за сборную Румынии в конце 1970-х годов. Участник летних Олимпийских игр в Москве, дважды бронзовый призёр чемпионатов мира, победитель многих регат национального и международного значения.

## Биография
Николае Цику родился 4 июня 1953 года. 
Первого серьёзного успеха на взрослом международном уровне добился в 1977 году, когда попал в основной состав румынской национальной сборной и побывал на чемпионате мира в болгарской Софии, откуда привёз награду бронзового достоинства, выигранную в зачёте двухместных байдарок на дистанции 10000 метров — лучше финишировали только экипажи СССР и Венгрии. Год спустя на мировом первенстве в югославском Белграде завоевал бронзовую медаль в десятикилометровой гонке четвёрок, пропустив вперёд экипажи Советского Союза и Польши.
Благодаря череде удачных выступлений Цику удостоился права защищать честь страны на летних Олимпийских играх 1980 года в Москве — вместе с напарником Александру Джура в двойках на тысяче метрах финишировал в финальном заезде четвёртым, немного не дотянув до призовых позиций. Вскоре по окончании московской Олимпиады принял решение завершить спортивную карьеру, уступив место в сборной молодым румынским гребцам.